# 수촌역
수촌역(水村驛)은 조선민주주의인민공화국 함경남도 단천시에 위치한 철도역이다.1943년에 12월 4일에 개업되었다.